# Villanúa
Villanúa (Villanuga en aragonès) és un municipi pirinenc del nord de la província d'Osca, a la comarca de la Jacetània i enclavat a la Vall de l'Aragó. Al seu terme es troben els pobles abandonats de Cenarbe i Aruej i les viles també abandonades de Lierde, Izuel i Santiago. En aragonès s'anomena Villanuga i en francès Villanoua.
Aquesta localitat comptava a inicis de 2018 amb 447 habitants de dret, 7,68 hab/km², el gentilici dels quals és villanuenses i el seu malnom gitanos (pel fet de dedicar-se antigament a la cria de cavalls per vendre'ls en fires franceses. És una població eminentement turística, acull actualment 6.000 persones en temporada alta i segons el padró de 2005, 3.000 habitatges el 90% de les quals secundàries, distribuïdes en quatre barris: Casco Viejo, Arrabal, La Espata i Santiago.
| Variació històrica del cens de Villanúa | Variació històrica del cens de Villanúa | Variació històrica del cens de Villanúa | Variació històrica del cens de Villanúa | Variació històrica del cens de Villanúa | Variació històrica del cens de Villanúa | Variació històrica del cens de Villanúa | Variació històrica del cens de Villanúa | Variació històrica del cens de Villanúa | Variació històrica del cens de Villanúa | Variació històrica del cens de Villanúa | Variació històrica del cens de Villanúa | Variació històrica del cens de Villanúa | Variació històrica del cens de Villanúa |
| --------------------------------------- | --------------------------------------- | --------------------------------------- | --------------------------------------- | --------------------------------------- | --------------------------------------- | --------------------------------------- | --------------------------------------- | --------------------------------------- | --------------------------------------- | --------------------------------------- | --------------------------------------- | --------------------------------------- | --------------------------------------- |
| 1748                                    | 1900                                    | 1910                                    | 1920                                    | 1930                                    | 1940                                    | 1950                                    | 1960                                    | 1970                                    | 1981                                    | 1991                                    | 2001                                    | 2011                                    | 2018                                    |
| 53*                                     | 959                                     | 1.114                                   | 847                                     | 682                                     | 585                                     | 551                                     | 446                                     | 323                                     | 265                                     | 283                                     | 340                                     | 512                                     | 447                                     |

(*) Referit a veïns o cases habitades.

## Geografia
Està localitzat a 953 m d'altitud, al peu del Pic Collarada (2886 m), i té 58,2 km² de superfície.
- Altitud: 953 metres.
- Latitud: 42º 40' 59" N
- Longitud: 000º 31' 59" O

Es troba a mitjan camí de la ciutat de Jaca i les estacions d'esquí de Candanchú i Astún, a tan sols 12 km de la frontera francesa, que a través del Túnel del Somport facilita les connexions entre ambdós països per l'eix E-7 N330.
Límits municipals: Al N amb Canfranc al S amb Castiello de Jaca i Jaca, a l'E amb Sabiñánigo i a l'O amb Borau i Aísa.
La temperatura mitjana anual és de 9° i la precipitació anual, 1300 mm.

## Geologia
El nucli es troba dins del que fou la glacera de la Vall de l'Aragó, la morrena de la qual estava on avui dia hi ha Castiello de Jaca, i d'aquí la forma en U de la vall que fa que Villanúa s'assenti e un ampli terreny pla compost de margues i llims, dividit en dos pel riu Aragó i rodejat de muntanyes i massissos com el de Collarada, que formen part de les Serras Interiors del Pirineu i que estan compostes, no de granit, com la zona axial, sinó de roca calcària que ha propiciat la creació d'una trentea de coves i abrics naturals catalogats, sent les més importants Las Güixas i Esjamundo, que arriba als 2 km de recorregut.

## Hidrologia
Pel municipi transcorre el riu Aragó i a ell desemboquen diferents barrancs que drenen l'aigua dels pics i muntanyes que envolten la localitat.
Marge esquerre
- Barranc d'Araguás: És el més important i recull l'aigua de Collarada, l'Espata i la Selva, connectant amb la gruta de Las Güixas i el seu riu subterrani i la Fuente Cándalo.

Marge dret
- Barranc dels Borgazos: naix de la roca prop de la N-330 i el barri de l'Arrabal i està connectat amb el sistema kàrstic de les grutes d'Esjamundo que conté un llac intern, el de San Lorenzo.
- Barranc de Lierde: Travessa el barri de l'Espata i drena el mont homònim, la part final es construí e forma d'escala als anys 80, per canalitzarlo salvant el fort pendent.
- Barranc de Santiago: El més meridional d'aquest marge recull l'aigua de les muntanyes que envolten Aruej i Santiago.

## Història
Les primeres restes de població permanent en aquesta zona del Pirineu es remunten a l'Eneolític (3000 aC) puix hi ha diferents dòlmens que envolten la vila. S'ha trobat a la cova de Las Güixas restes de ceràmica i fins i tot monedes romanes que parlen de la seua utilització permanent com a habitatge i refugi fins al segle IV dC.
Malgrat que la primera referència històrica de Villanúa apareix al Cartulario de Santa Cruz de la Serós el 992, la creació d'aquesta Villa Nueva, d'homes lliures, amb terres i drets reconeguts pel Rei (que arribarà a nomenar 11 infançons entre ells) és anterior, segle ix i es fa en bona part mitjançant repoblació amb habitants bearnesos (sud de França) i com contrapoder al Senyoriu d'origen visigòtic d'Aruej (segle VI) que controlava la vall i es troba de cara a Villanúa, encara que en aquests moments està abandonat.
Villanúa, poble agrícola, ramader i fuster, assolí la seua màxima població la segona dècada del segle xx; superant els 1.100 habitants gràcies a la construcció del ferrocarril del Canfranc i a pesar d'existir una tradició de forta emigració a Amèrica i França d'aquells fills que no heretaven ni casa ni terres. Entre els anys 60 i 80 s'accentuà aquesta emigració a les ciutats i la població arribà a un mínim de 199 habitants. En aquests moments i mercès al turisme el cens ha superat els 500 habitants.

## Turisme
És interessant visitar el nucli antic, acervat al voltant de l'església parroquial de San Esteban, d'origen romànico s. XII encara que molt modificada durant segles posteriors i que acull en el seu interior una magnífica talla romànica de Nostra Senyora dels Àngels del segle xi, la cova de Las Güixas, el viaducte ferroviari (inaugurat el 24 de juny de 1916 i compost per 28 arcs), els dòlmens que envolten la vila (Tres peñas, Letranz i Diezcapanas), el pont vell, s.XII, que, fet construir pel rei Pere I d'Aragó el 1100, fou l'únic accés a la localitat fins a la construcció del pont nou als 90, per la qual cosa també es troba molt modificat i a part disposa d'un entorn privilegiat de gran bellesa travessat de nord a sud pel riu Aragó i el Camí de Sant Jaume.
En les seues proximitats es troben els pobles avui dia abandonats de Cenarbe, en el qual encara romanen les ruïnes de la seua església romànica de Sant Pere del segle xii i Aruej, que compta amb una petita església rompanica del segle xi dedicada a Sant Vicent, un Torreón del segle xiv amb unes bases del segle vi i diferents cases pairals del segle xviii.

## Festes i tradicions
Celebra les seues festes per la Nativitat (8 de setembre) i per Sant Esteve (26 de desembre. Altres dates importants:
- Sant Antoni (17 de gener) patró dels animals i festa infantil de les esquiles.
- Sant Fabià (20 de gener) foguera festiva.
- Sant Vicenç d'Osca (22 de gener) patró d'Aruej.
- Sant Joan (24 de juny) romeria a l'ermita.
- Sant Jaume el Major (25 de juliol) Villanúa es troba dins de la via tolosana del Camí de Sant Jaume francès, que recorre l'Aragó.
- Els dies de Santa Oròsia (25 de juny) patrona d'aquesta zona dels Pirineus, Sant Pere (29 de juny) patró de Cenarbe) i la Verge del Pilar (12 d'octubre) patrona d'Aragó.

Per Setmana Santa se celebra la processó del Sant Enterrament, amb un Via Crucis pel nucli antic acompanyat per la confraria de tambors de la localitat. I una concentració de tambors de Villanúa i Jaca.